# Tifó (novel·la)
Tifó (en anglès, Typhoon) és una novel·la d'aventures de Joseph Conrad, començada el 1899 i publicada el 1902.
Joseph Conrad va ser oficial de marina i profund coneixedor de tot el que feia referència a la navegació. Ha estat considerat una de les grans figures de la literatura sobre el mar (a l'alçada de Melville i Stevenson).

## Argument
El Nan-Shan és un vaixell de vapor siamès que transporta uns dos-cents coolies que tornen al seu país al cap de set anys de dur treball. La baixada del baròmetre indica la proximitat de perill per una tempesta, però el capità Mac Whir ignora les recomanacions d'evitar-la. Quan se li demana tenir en compte els coolies, respon que no són passatgers. Es respira la tensió i les onades, de dimensions descomunals, comencen a sacsejar el vapor enmig de la foscor i la pluja. Els coolies, aterrits i en pèssimes condicions, veuen que l'huracà fa malbé els cofres de les seves pertinences i els seus diners estalviats s'escampen per tot arreu i comença una terrible i folla lluita per recupera-los. Els asiàtics, ferits i ensangonats, acaben lligats. I el fenomen natural fa una pausa... i encara no han arribat a la destinació.

## Crítica
Destaca el treball d'observació de la conducta humana, encara que en aquest text no ressalta tant els aspectes introspectius com en altres casos. Mostra del que és capaç l'ésser humà en condicions realment extremes. És possible que la novel·la de Conrad es basi en fets reals protagonitzats pel vapor John P. Best.

## Personatges principals
- Capità MacWhirr, home de poques paraules i de vegades molt tancat.[4]
- Capità Wilson del "Melita".
- Jukes, jove primer oficial, en certa manera, figura contraposada al capità Mc Whirr.
- Solomon Rout, enginyer, cap de màquines, té gran experiència.
- Harry, segon enginyer, i Beale, tercer enginyer.
- Sra. Lucy MacWhirr, l'esposa del capità.
- Lydia MacWhirr, la filla dels MacWhirr.
- Sra. Rout.
- Senyors Sigg i Son, propietaris del vaixell.

## Versió en llengua catalana
Tifó ha estat publicada per les editorials: 
- Bromera, 1990. ISBN 9788476600818.
- Columna, 1997. ISBN 9788483002766.